# Mario Daniele
Mario Domingo Daniele (San Justo, 19 de noviembre de 1961) es un político argentino.

## Carrera
Nació en el partido de La Matanza en la provincia de Buenos Aires.
Entre 1987 y 1988 fue director de Servicios Públicos de la Municipalidad de Ushuaia, y desde ese último año hasta 1989 fue subsecretario de Servicios Públicos de la misma ciudad, asumiendo la secretaría meses después.
Entre 1989 y 1991 fue concejal, siendo vicepresidente y presidente en 1991. Ese mismo año fue elegido intendente municipal, derrotando al candidato del Movimiento Popular Fueguino, Carlos Alberto Pérez, por 59 votos (4.039 de Daniele contra los 3.980 de Pérez). Se desempeñó en el cargo hasta 1995. Durante su período fue miembro del Consejo Directivo de la Federación Argentina de Municipios y titular de la Comisión de Turismo de la Federación Argentina de Municipios.
En las elecciones provinciales de 1995 fue candidato a gobernador de Tierra del Fuego por el Partido Justicialista (PJ), siendo acompañado por Esteban Martínez. La fórmula quedó en segundo lugar con el 35,60 % de los votos.
Entre 1995 y 1997 fue presidente del PJ provincial y entre 1997 y 2003 presidente del Consejo Departamental Ushuaia del partido. Entre 2000 y 2001 fue Presidente del Instituto Provincial de Vivienda durante la gobernación de Carlos Manfredotti.
Fue Senador Nacional por la provincia de Tierra del Fuego, Antártida e Islas del Atlántico Sur desde 2001 hasta 2007.  en 2002 fue designado miembro de la Delegación Argentina del Parlamento Latinoamericano, miembro de la Comisión Bicameral de Fiscalización Actividades de Inteligencia y vicepresidente de la Comisión de Agricultura, Ganadería y Pesca del Senado.